# Przytuły (Podlachië)
Przytuły is een dorp in het Poolse woiwodschap Podlachië, in het district Łomżyński. De plaats maakt deel uit van de gemeente Przytuły en telt 230 inwoners.